# Bracamarte

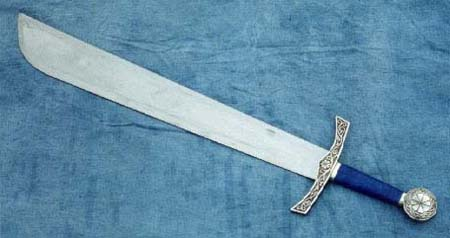
Un bracamarte.

El bracamarte o bracamante fue una espada, empleada en la Edad Media, de un solo filo y curvada en la parte superior, cerca de la punta. En inglés, falchion, utilizadas en el reino castellano-leonés en la Edad Media[cita requerida]. Falcione es en italiano. En castellano antiguo recibía el nombre de cuytelo, o sea, "cuchillo", simplemente.[cita requerida]

## Etimología
El término bracamarte proviene del francés braquemart, el cual aparece a mediados del siglo XV como traducción directa de la voz alemana Großes Messer ("cuchillo grande")[cita requerida]. En origen, el término proviene del neerlandés flamenco (breecme) (Braeck-meeser, cuchillo rompehueso), que hacía referencia a grandes cuchillos de tajo. Por tanto, la voz bracamarte es la traducción indirecta del alemán "Großes Messer" o "Langes Messer", la cual se usaba para referirse a la familia de los falchion centroeuropeos. Es por esto por lo que bracamarte es la traducción más idónea para el popular término inglés falchion[cita requerida], aunque en España se empleó también —y en mayor número— alfanje y terciado para estas armas anchas.

## Descripción
El bracamarte es un arma con hoja de un solo filo, cuyo lomo (la parte opuesta al filo principal de una hoja) presentaba muchas veces contrafilo en su último tercio, de hoja algo encorvada y ancha a medida que se aproximaba hacia su punta, o bien que su hoja se ensanchaba hacia el último tercio, acabando el filo y lomo angostamente. Presentaban gavilanes en forma de cruz en sus primeras formas medievales, pasando a usar gavilanes en forma de "S" a medida que se acercan al Renacimiento, sobre todo en sus variantes italianas y alemanas.

## Orígenes
El bracamarte (falchion en inglés) - según especialistas e historiadores- es un desarrollo natural de las grandes hojas de corte, como el seax o scramaseax europeos, que no eran más que grandes cuchillos sin guarda que se utilizaron en Europa desde la antigüedad. Pero en sus primeras apariciones, siglos XII a XIII, junto al bracamarte aparecieron grandes y anchas armas blancas con multitud de formas o intenciones similares como la badelaire, el faussar, faussal, sin contar con la grandísima familia de los sables chinos Dao y sus variantes asiáticas -que aparecieron antes de nuestra era cristiana-, etc.
En España parece ser que estas grandes hojas de las que derivó el bracamarte, recibieron el nombre de cuytelo o coltell y fueron bien empleadas en Castilla y Aragón en la Alta Edad Media. Pero no está muy claro que se las llamara bracamarte antes del siglo XV o siglo XVI. Por ello parece ser que el término genérico español para toda arma con cierta curva y ancha —alfanje— sería el de mayor uso o el usado por el vulgo para referirse a estas espadas.
Parece que fue un arma utilizada asimismo en los reinos peninsulares y aparece representada en varias ocasiones en las Cantigas de Alfonso X, en manos de cristianos no pertenecientes a la nobleza, aunque también se puede observar que en algunos tratados ingleses aparecen guerreros bastante bien protegidos portando dicha arma.
Al parecer no está relacionado con las armas orientales, no es exactamente un alfanje ni una cimitarra, aunque se le parece. Quizá su antecedente directo son los seax nórdicos, grandes cuchillos de un solo filo, convenientemente sobredimensionados y montados con guarniciones de cruz y pomos discoidales a la moda del momento.
En un libro sobre armas y armaduras de John Hewitt, se dice que existía una espada de este tipo perteneciente al señorío de Sockburn, condado de Durham, y que con su penetrante filo se pudo acabar con un monstruoso dragón, gusano o serpiente voladora, que devoraba hombres, mujeres y niños, y que existe una representación de esta espada en la tumba del gran antepasado de los Conyers.
En realidad fue un arma ampliamente usada en la Edad Media por la infantería, la tropa, y no por nobles u oficiales. Se podría pensar que por este hecho aún debería haber muchas de ellas en la actualidad, como testimonio de su popularidad, lo cual no es cierto. Quedan solo unas pocas, de épocas distintas y con variaciones notables. Esto se debe a que las armas de infantería pertenecen a la infantería como institución, y al cumplir su servicio muchas son dadas de baja, siendo destruidas. No así las armas de la nobleza, que permanecen como recuerdo familiar, sobreviviendo generaciones.

## Aparición en el arte
También indica que el terciado es arma de muy remota antigüedad porque aparece en las pinturas de Ramsés III en Tebas, 1230 a C., y que también puede encontrarse, de forma casi idéntica, en las pinturas de las paredes de las Cuevas de Ajunta, del siglo I de la era cristiana.

## Ejemplares conocidos
Se pueden ver dos bracamartes en la planta baja de la Real Armería del Palacio Real, en Madrid. Bajo estos se puede leer: 

“El bracamarte, arma típica del Renacimiento italiano, sigue la forma de los antiguos tipos de cuchillos de hoja curva y ensanchada acalla sus extremos que los alemanes denominan krummschwert. Este magnífico ejemplar de bracamarte italiano —o falcione— posee un solo filo, más ancho hacia el extremo, y una hoja con el dorso perfilado hacia la punta. Bajo la guarda en forma de S, el recazo muestra un motivo trenzado…”